# Emballotheca harmeri
Emballotheca harmeri is een mosdiertjessoort uit de familie van de Lanceoporidae. De wetenschappelijke naam van de soort is voor het eerst geldig gepubliceerd in 1981 door Dumont.